# Primera División de Chile 2008
Primera División de Chile 2008 var den högsta divisionen för fotboll för herrar i Chile säsongen 2008. Säsongen bestod av två mästerskap, Apertura och Clausura, och korade därmed två separata mästare. Everton vann Apertura och Colo-Colo vann Clausura. Båda lagen kvalificerade sig därför till Copa Libertadores 2009 tilslammans med Universidad de Chile.

## System
Säsongen består av två separata turneringar, Torneo Apertura och Torneo Clausura. Detta innebär att det korades två mästare per under säsongen. Båda turneringarna bestod av 20 lag som delades upp i fyra grupper med fem lag i varje. De två bästa i varje grupp gick till slutspel - förutom den sämsta tvåan och den bästa trean totalt sett, som spelade en kvalmatch för slutspelet. För att avgöra vilka lag som flyttades ner till Primera B inför följande säsong använde man två olika sorters tabeller. Dels den sammanlagda tabellen som slog ihop de två spelade turneringarna, där de två sämsta lagen flyttas ner. De kvarvarande lagen rankas efter ett speciellt nedflyttningssystem (se nedan), där de två sämst rankade flyttas ner och de två näst sämsta gick till nedflyttningskval.

## Apertura
Samtliga lag mötte varandra en gång, antingen hemma eller borta, vilket gav totalt 19 matcher per lag. Lagen var uppdelade i grupper och vinnaren av varje grupp kvalificerade sig direkt till slutspel. Ifall lag som hamnade på tredje, fjärde eller femte plats i en grupp hade högre poäng än ett lag på andra plats i någon grupp, gick dessa lag till en kvalmatch till slutspel - detsamma gäller för lag som hamnade på en andra plats med lägre poäng än lag på en tredje, fjärde eller femte plats. Det krävdes emellertid lika antal lag från dels tredje, fjärde eller femte plats och dels andra plats. Lag på andra plats med fler poäng än samtliga treor gick däremot vidare till slutspel direkt. De två bäst placerade lagen i den totala tabellen kvalificerade sig för Copa Sudamericana 2008.
| Nr | Lag                       | S  | V  | O | F  | GM | IM | MS  | P  |
| -- | ------------------------- | -- | -- | - | -- | -- | -- | --- | -- |
| 1  | Ñublense                  | 19 | 12 | 5 | 2  | 29 | 13 | +16 | 41 |
| 2  | Universidad Católica      | 19 | 11 | 3 | 5  | 37 | 19 | +18 | 36 |
| 3  | O'Higgins                 | 19 | 10 | 6 | 3  | 30 | 17 | +13 | 36 |
| 4  | Audax Italiano            | 19 | 11 | 1 | 7  | 34 | 25 | +9  | 34 |
| 5  | Everton                   | 19 | 10 | 2 | 7  | 34 | 30 | +4  | 32 |
| 6  | Cobresal                  | 19 | 9  | 4 | 6  | 35 | 26 | +9  | 31 |
| 7  | Universidad de Chile      | 19 | 9  | 3 | 7  | 28 | 23 | +5  | 30 |
| 8  | Santiago Morning          | 19 | 8  | 3 | 8  | 33 | 44 | −11 | 27 |
| 9  | Colo-Colo                 | 19 | 7  | 6 | 6  | 35 | 29 | +6  | 27 |
| 10 | Huachipato                | 19 | 7  | 6 | 6  | 29 | 29 | 0   | 27 |
| 11 | Deportes La Serena        | 19 | 7  | 5 | 7  | 29 | 29 | 0   | 26 |
| 12 | Palestino                 | 19 | 7  | 3 | 9  | 28 | 27 | +1  | 24 |
| 13 | Unión Española            | 19 | 7  | 3 | 9  | 20 | 27 | −7  | 24 |
| 14 | Rangers                   | 19 | 6  | 6 | 7  | 23 | 25 | −2  | 24 |
| 15 | Cobreloa                  | 19 | 6  | 6 | 7  | 25 | 29 | −4  | 24 |
| 16 | Universidad de Concepción | 19 | 6  | 3 | 10 | 27 | 33 | −6  | 21 |
| 17 | Deportes Antofagasta      | 19 | 4  | 5 | 10 | 16 | 29 | −13 | 17 |
| 18 | Provincial Osorno         | 19 | 5  | 1 | 13 | 19 | 38 | −19 | 16 |
| 19 | Deportes Concepción       | 19 | 7  | 3 | 9  | 35 | 35 | 0   | 24 |
| 20 | Deportes Melipilla        | 19 | 3  | 1 | 15 | 22 | 40 | −18 | 10 |

|  | Kvalificerade för slutspel och Copa Sudamericana 2008. |
|  | Kvalificerade för slutspel.                            |
|  | Kvalificerade för kval till slutspelet.                |

| Lag            | S  | V  | O | F | GM | IM | MS | P  |
| -------------- | -- | -- | - | - | -- | -- | -- | -- |
| Audax Italiano | 19 | 11 | 1 | 7 | 34 | 25 | +9 | 34 |
| Everton        | 19 | 10 | 2 | 7 | 34 | 30 | +4 | 32 |
| Cobresal       | 19 | 9  | 4 | 6 | 35 | 26 | +9 | 31 |
| Huachipato     | 19 | 7  | 6 | 6 | 29 | 29 | 0  | 27 |
| Unión Española | 19 | 7  | 3 | 9 | 20 | 27 | −7 | 24 |

| Lag                  | S  | V  | O | F | GM | IM | MS  | P  |
| -------------------- | -- | -- | - | - | -- | -- | --- | -- |
| O'Higgins            | 19 | 10 | 6 | 3 | 30 | 17 | +13 | 36 |
| Universidad de Chile | 19 | 9  | 3 | 7 | 28 | 23 | +5  | 30 |
| Santiago Morning     | 19 | 8  | 3 | 8 | 33 | 44 | −11 | 27 |
| Deportes La Serena   | 19 | 7  | 5 | 7 | 29 | 29 | 0   | 26 |
| Palestino            | 19 | 7  | 3 | 9 | 28 | 27 | +1  | 24 |

| Lag                  | S  | V | O | F  | GM | IM | MS  | P  |
| -------------------- | -- | - | - | -- | -- | -- | --- | -- |
| Colo-Colo            | 19 | 7 | 6 | 6  | 35 | 29 | +6  | 27 |
| Cobreloa             | 19 | 6 | 6 | 7  | 25 | 29 | −4  | 24 |
| Deportes Antofagasta | 19 | 4 | 5 | 10 | 16 | 29 | −13 | 17 |
| Provincial Osorno    | 19 | 5 | 1 | 13 | 19 | 38 | −19 | 16 |
| Deportes Melipilla   | 19 | 3 | 1 | 15 | 22 | 40 | −18 | 10 |

| Lag                       | S  | V  | O | F  | GM | IM | MS  | P  |
| ------------------------- | -- | -- | - | -- | -- | -- | --- | -- |
| Ñublense                  | 19 | 12 | 5 | 2  | 29 | 13 | +16 | 41 |
| Universidad Católica      | 19 | 11 | 3 | 5  | 37 | 19 | +18 | 36 |
| Rangers                   | 19 | 6  | 6 | 7  | 23 | 25 | −2  | 24 |
| Universidad de Concepción | 19 | 6  | 3 | 10 | 27 | 33 | −6  | 21 |
| Deportes Melipilla        | 19 | 3  | 1 | 15 | 22 | 40 | −18 | 10 |

#### Kvalmatch för slutspel
Den bästa trean (Cobresal) och den sämsta tvåan (Cobreloa) fick spela en match för att få spela i slutspelet. Det laget med bäst poäng fick spela matchen på hemmaplan, vilket innebar att Cobresal fick hemmaplan i matchen. Matchen slutade 2-2 och fick avgöras på straffar, en straffläggning som Cobreloa vann med 4-2.
|  | 7 maj 2008 | Cobresal | 2–3 (e str) | Cobreloa | Estadio El Cobre |  |
|  |            |          |             |          | Publik: 805      |  |
|  |            |          |             |          |                  |  |
|  |            |          |             |          |                  |  |

### Slutspel
|  | Kvartsfinaler | Kvartsfinaler        | Kvartsfinaler | Kvartsfinaler | Kvartsfinaler |   |                      | Semifinaler          | Semifinaler | Semifinaler | Semifinaler | Semifinaler |  |   | Final     | Final | Final | Final | Final |  |
|  |               |                      |               |               |               |   |                      |                      |             |             |             |             |  |   |           |       |       |       |       |  |
|  | 1             | Colo-Colo            | 3             | 1             | 4             |   |                      |                      |             |             |             |             |  |   |           |       |       |       |       |  |
|  | 8             | Universidad Católica | 1             | 1             | 2             |   |                      |                      |             |             |             |             |  |   |           |       |       |       |       |  |
|  | 8             | Universidad Católica | 1             | 1             | 2             |   | 1                    | Colo-Colo (b)        | 0           | 2           | 2           |             |  |   |           |       |       |       |       |  |
|  |               |                      |               |               |               |   | 1                    | Colo-Colo (b)        | 0           | 2           | 2           |             |  |   |           |       |       |       |       |  |
|  |               | 5                    | Ñublense      | 1             | 1             | 2 |                      |                      |             |             |             |             |  |   |           |       |       |       |       |  |
|  | 4             | 5                    | Ñublense      | 1             | 1             | 2 | Cobreloa             | 0                    | 1           | 1           |             |             |  |   |           |       |       |       |       |  |
|  | 4             |                      |               |               |               |   | Cobreloa             | 0                    | 1           | 1           |             |             |  |   |           |       |       |       |       |  |
|  | 5             | Ñublense             | 0             | 2             | 2             |   |                      |                      |             |             |             |             |  |   |           |       |       |       |       |  |
|  | 5             | Ñublense             | 0             | 2             | 2             |   |                      |                      |             |             |             |             |  | 1 | Colo-Colo | 2     | 0     | 2     |       |  |
|  |               |                      |               |               |               |   |                      |                      |             |             |             |             |  | 1 | Colo-Colo | 2     | 0     | 2     |       |  |
|  |               | 2                    | Everton       | 0             | 3             | 3 |                      |                      |             |             |             |             |  |   |           |       |       |       |       |  |
|  | 3             | 2                    | Everton       | 0             | 3             | 3 | Universidad de Chile | 4                    | 2           | 6           |             |             |  |   |           |       |       |       |       |  |
|  | 3             |                      |               |               |               |   | Universidad de Chile | 4                    | 2           | 6           |             |             |  |   |           |       |       |       |       |  |
|  | 6             | O'Higgins            | 2             | 1             | 3             |   |                      |                      |             |             |             |             |  |   |           |       |       |       |       |  |
|  | 6             | O'Higgins            | 2             | 1             | 3             |   | 3                    | Universidad de Chile | 1           | 1           | 2           |             |  |   |           |       |       |       |       |  |
|  |               |                      |               |               |               |   | 3                    | Universidad de Chile | 1           | 1           | 2           |             |  |   |           |       |       |       |       |  |
|  |               | 2                    | Everton       | 3             | 1             | 4 |                      |                      |             |             |             |             |  |   |           |       |       |       |       |  |
|  | 2             | 2                    | Everton       | 3             | 1             | 4 | Everton (b)          | 0                    | 4           | 4           |             |             |  |   |           |       |       |       |       |  |
|  | 2             |                      |               |               |               |   | Everton (b)          | 0                    | 4           | 4           |             |             |  |   |           |       |       |       |       |  |
|  | 7             | Audax Italiano       | 3             | 1             | 4             |   |                      |                      |             |             |             |             |  |   |           |       |       |       |       |  |

| Primera División Vinnare av Torneo Apertura 2008 |
| ------------------------------------------------ |
| Chile                                            |
| Everton 4:e titeln                               |

## Clausura
Endast 19 lag deltog i Torneo Clausura då Deportes Concepción var tvungna att dra sig ur på grund av ekonomiska problem.
| Nr | Lag                       | S  | V  | O | F  | GM | IM | MS  | P  |
| -- | ------------------------- | -- | -- | - | -- | -- | -- | --- | -- |
| 1  | Universidad de Chile      | 18 | 12 | 2 | 4  | 39 | 21 | +18 | 38 |
| 2  | Colo-Colo                 | 18 | 10 | 3 | 5  | 32 | 19 | +13 | 33 |
| 3  | Palestino                 | 18 | 10 | 3 | 5  | 29 | 22 | +7  | 33 |
| 4  | Rangers                   | 18 | 9  | 3 | 6  | 25 | 25 | 0   | 30 |
| 5  | Universidad Católica      | 18 | 9  | 2 | 7  | 37 | 33 | +4  | 29 |
| 6  | Everton                   | 18 | 9  | 1 | 8  | 28 | 25 | +3  | 28 |
| 7  | O'Higgins                 | 18 | 8  | 4 | 6  | 39 | 35 | +4  | 28 |
| 8  | Huachipato                | 18 | 8  | 3 | 7  | 34 | 32 | +2  | 27 |
| 9  | Cobreloa                  | 18 | 8  | 3 | 7  | 34 | 32 | +2  | 27 |
| 10 | Deportes La Serena        | 18 | 7  | 6 | 5  | 37 | 34 | +3  | 27 |
| 11 | Santiago Morning          | 18 | 7  | 5 | 6  | 30 | 32 | −2  | 26 |
| 12 | Unión Española            | 18 | 7  | 4 | 7  | 28 | 32 | −4  | 25 |
| 13 | Audax Italiano            | 18 | 6  | 6 | 6  | 25 | 25 | 0   | 24 |
| 14 | Deportes Antofagasta      | 18 | 7  | 2 | 9  | 20 | 27 | −7  | 23 |
| 15 | Universidad de Concepción | 18 | 5  | 6 | 7  | 32 | 32 | 0   | 21 |
| 16 | Cobresal                  | 18 | 5  | 6 | 7  | 24 | 26 | −2  | 21 |
| 17 | Ñublense                  | 18 | 3  | 8 | 7  | 21 | 29 | −8  | 17 |
| 18 | Deportes Melipilla        | 18 | 3  | 2 | 13 | 19 | 38 | −19 | 11 |
| 19 | Provincial Osorno         | 18 | 3  | 1 | 14 | 18 | 38 | −20 | 10 |

|  | Kvalificerade för slutspel och Copa Libertadores 2009. |
|  | Kvalificerade för slutspel.                            |
|  | Kvalificerade för kval till slutspelet.                |

| Lag                  | S  | V  | O | F | GM | IM | MS  | P  |
| -------------------- | -- | -- | - | - | -- | -- | --- | -- |
| Universidad de Chile | 18 | 12 | 2 | 4 | 39 | 21 | +18 | 38 |
| Colo-Colo            | 18 | 10 | 3 | 5 | 32 | 19 | +13 | 33 |
| Unión Española       | 18 | 7  | 4 | 7 | 28 | 32 | −4  | 25 |
| Ñublense             | 18 | 3  | 8 | 7 | 21 | 29 | −8  | 17 |

| Lag                  | S  | V | O | F  | GM | IM | MS  | P  |
| -------------------- | -- | - | - | -- | -- | -- | --- | -- |
| Rangers              | 18 | 9 | 3 | 6  | 25 | 25 | 0   | 30 |
| Universidad Católica | 18 | 9 | 2 | 7  | 37 | 33 | +4  | 29 |
| Everton              | 18 | 9 | 1 | 8  | 28 | 25 | +3  | 28 |
| Deportes La Serena   | 18 | 7 | 6 | 5  | 37 | 34 | +3  | 27 |
| Provincial Osorno    | 18 | 3 | 1 | 14 | 18 | 38 | −20 | 10 |

| Lag                       | S  | V  | O | F  | GM | IM | MS  | P  |
| ------------------------- | -- | -- | - | -- | -- | -- | --- | -- |
| Palestino                 | 18 | 10 | 3 | 5  | 29 | 22 | +7  | 33 |
| O'Higgins                 | 18 | 8  | 4 | 6  | 39 | 35 | +4  | 28 |
| Santiago Morning          | 18 | 7  | 5 | 6  | 30 | 32 | −2  | 26 |
| Universidad de Concepción | 18 | 5  | 6 | 7  | 32 | 32 | 0   | 21 |
| Deportes Melipilla        | 18 | 3  | 2 | 13 | 19 | 38 | −19 | 11 |

| Lag                  | S  | V | O | F | GM | IM | MS | P  |
| -------------------- | -- | - | - | - | -- | -- | -- | -- |
| Huachipato           | 18 | 8 | 3 | 7 | 34 | 32 | +2 | 27 |
| Cobreloa             | 18 | 8 | 3 | 7 | 34 | 32 | +2 | 27 |
| Audax Italiano       | 18 | 6 | 6 | 6 | 25 | 25 | 0  | 24 |
| Deportes Antofagasta | 18 | 7 | 2 | 9 | 20 | 27 | −7 | 23 |
| Cobresal             | 18 | 5 | 6 | 7 | 24 | 26 | −2 | 21 |

#### Kvalmatch för slutspel
Den bästa trean (Everton) och den sämsta tvåan (Cobreloa) fick spela en kvalmatch för att få spela i slutspelet. Det laget med bäst poäng i grundserien fick spela matchen på hemmaplan, vilket innebar att Everton fick hemmaplan i matchen. Matchen slutade 3-0 till Cobreloa som därmed gick till slutspel.
|  | 12 november 2008 | Everton | 0–3 | Cobreloa | Estadio Sausalito |  |
|  |                  |         |     |          | Publik: 12 000    |  |
|  |                  |         |     |          |                   |  |
|  |                  |         |     |          |                   |  |

### Slutspel
|  | Kvartsfinaler | Kvartsfinaler        | Kvartsfinaler | Kvartsfinaler | Kvartsfinaler |   |   | Semifinaler   | Semifinaler | Semifinaler | Semifinaler | Semifinaler |  |  | Final     | Final | Final | Final | Final |  |
|  |               |                      |               |               |               |   |   |               |             |             |             |             |  |  |           |       |       |       |       |  |
|  | 1             | Universidad de Chile | 0             | 3             | 3             |   |   |               |             |             |             |             |  |  |           |       |       |       |       |  |
|  | 8             | Cobreloa             | 3             | 2             | 5             |   |   |               |             |             |             |             |  |  |           |       |       |       |       |  |
|  | 8             | Cobreloa             | 3             | 2             | 5             |   |   | Cobreloa      | 3           | 2           | 5           |             |  |  |           |       |       |       |       |  |
|  |               |                      |               |               |               |   |   | Cobreloa      | 3           | 2           | 5           |             |  |  |           |       |       |       |       |  |
|  |               |                      | Colo-Colo (b) | 3             | 2             | 5 |   |               |             |             |             |             |  |  |           |       |       |       |       |  |
|  | 4             | Colo-Colo            | Colo-Colo (b) | 3             | 2             | 5 | 1 | 4             | 5           |             |             |             |  |  |           |       |       |       |       |  |
|  | 4             | Colo-Colo            |               |               |               |   | 1 | 4             | 5           |             |             |             |  |  |           |       |       |       |       |  |
|  | 5             | Ñublense             | 1             | 2             | 3             |   |   |               |             |             |             |             |  |  |           |       |       |       |       |  |
|  | 5             | Ñublense             | 1             | 2             | 3             |   |   |               |             |             |             |             |  |  | Colo-Colo | 1     | 3     | 4     |       |  |
|  |               |                      |               |               |               |   |   |               |             |             |             |             |  |  | Colo-Colo | 1     | 3     | 4     |       |  |
|  |               |                      | Palestino     | 1             | 1             | 2 |   |               |             |             |             |             |  |  |           |       |       |       |       |  |
|  | 3             | Palestino            | Palestino     | 1             | 1             | 2 | 2 | 2             | 4           |             |             |             |  |  |           |       |       |       |       |  |
|  | 3             | Palestino            |               |               |               |   | 2 | 2             | 4           |             |             |             |  |  |           |       |       |       |       |  |
|  | 6             | O'Higgins            | 2             | 1             | 3             |   |   |               |             |             |             |             |  |  |           |       |       |       |       |  |
|  | 6             | O'Higgins            | 2             | 1             | 3             |   |   | Palestino (b) | 2           | 0           | 2           |             |  |  |           |       |       |       |       |  |
|  |               |                      |               |               |               |   |   | Palestino (b) | 2           | 0           | 2           |             |  |  |           |       |       |       |       |  |
|  |               |                      | Rangers       | 2             | 0             | 2 |   |               |             |             |             |             |  |  |           |       |       |       |       |  |
|  | 2             | Rangers (b)          | Rangers       | 2             | 0             | 2 | 3 | 1             | 4           |             |             |             |  |  |           |       |       |       |       |  |
|  | 2             | Rangers (b)          |               |               |               |   | 3 | 1             | 4           |             |             |             |  |  |           |       |       |       |       |  |
|  | 7             | Audax Italiano       | 3             | 1             | 4             |   |   |               |             |             |             |             |  |  |           |       |       |       |       |  |

| Primera División Vinnare av Torneo Apertura 2008 |
| ------------------------------------------------ |
| Chile                                            |
| Colo-Colo 28:e titeln                            |

## Kvalificering för internationella turneringar
Copa Sudamericana
- Vinnaren av grundserien i Torneo Apertura (Ñublense)
- Tvåa i grundserien i Torneo Apertura (Universidad Católica)

Copa Libertadores
- Vinnaren av Torneo Apertura (Everton)
- Vinnaren av Torneo Clausura (Colo-Colo)
- Vinnare av grundserien i Torneo Clausura (Universidad de Chile)

## Nedflyttnigstabeller

### Sammanlagda tabellen
| Plac. | Lag                       | Poäng | S  | V  | O  | F  | GM | IM | MSK |
| ----- | ------------------------- | ----- | -- | -- | -- | -- | -- | -- | --- |
| 1     | Universidad de Chile      | 68    | 37 | 21 | 5  | 11 | 67 | 44 | 23  |
| 2     | Universidad Católica      | 65    | 37 | 20 | 5  | 12 | 74 | 52 | 22  |
| 3     | O'Higgins                 | 64    | 37 | 18 | 10 | 9  | 69 | 52 | 17  |
| 4     | Everton                   | 60    | 37 | 19 | 3  | 15 | 62 | 55 | 7   |
| 5     | Colo-Colo                 | 60    | 37 | 17 | 9  | 11 | 67 | 48 | 19  |
| 6     | Audax Italiano            | 58    | 37 | 17 | 7  | 13 | 60 | 50 | 10  |
| 7     | Ñublense                  | 58    | 37 | 15 | 13 | 9  | 49 | 43 | 6   |
| 8     | Palestino                 | 57    | 37 | 17 | 6  | 14 | 57 | 49 | 8   |
| 9     | Santiago Morning          | 56    | 37 | 16 | 8  | 13 | 65 | 74 | -9  |
| 10    | Huachipato                | 54    | 37 | 15 | 9  | 13 | 62 | 54 | 8   |
| 11    | Rangers                   | 54    | 37 | 15 | 9  | 13 | 48 | 50 | -2  |
| 12    | Deportes La Serena        | 53    | 37 | 14 | 11 | 12 | 66 | 63 | 3   |
| 13    | Cobresal                  | 52    | 37 | 14 | 10 | 13 | 59 | 52 | 7   |
| 14    | Cobreloa                  | 50    | 37 | 14 | 8  | 15 | 59 | 61 | -2  |
| 15    | Unión Española            | 49    | 37 | 14 | 7  | 16 | 48 | 59 | -11 |
| 16    | Universidad de Concepción | 42    | 37 | 11 | 9  | 17 | 59 | 65 | -6  |
| 17    | Deportes Antofagasta      | 40    | 37 | 11 | 7  | 19 | 36 | 56 | -20 |
| 18    | Provincial Osorno         | 26    | 37 | 8  | 2  | 27 | 38 | 77 | -39 |
| 19    | Deportes Melipilla        | 21    | 37 | 6  | 3  | 28 | 41 | 78 | -37 |
| 20    | Deportes Concepción       | 12    | 19 | 8  | 3  | 8  | 35 | 35 | 0   |

Deportes Melipilla och Deportes Concepción flyttades ner till Primera B efter att ha fått minst poäng under Apertura och Clausura sammanlagt, utöver det flyttas två lag ner och två lag får kvala - dessa lag bestäms av den speciella nedflyttnigstabellen.

### Speciella nedflyttningstabellen
| Plac | Lag                       | Ptot  | P2007 | PAp 2008 | PCl 2008 |
| ---- | ------------------------- | ----- | ----- | -------- | -------- |
| 1    | Universidad Católica      | 70,37 | 30,40 | 21,60    | 18,37    |
| 2    | Audax Italiano            | 70,18 | 34,58 | 20,40    | 15,20    |
| 3    | Colo-Colo                 | 69,78 | 32,68 | 16,20    | 20,90    |
| 4    | Universidad de Chile      | 68,67 | 26,60 | 18,00    | 24,07    |
| 5    | O'Higgins                 | 62,51 | 23,18 | 21,60    | 17,73    |
| 6    | Huachipato                | 58,00 | 24,70 | 16,20    | 16,10    |
| 7    | Santiago Morning          | 57,44 | 0,00  | 30,00    | 27,44    |
| 7    | Ñublense                  | 57,41 | 22,04 | 24,60    | 10,77    |
| 9    | Cobresal                  | 56,22 | 24,32 | 18,60    | 13,30    |
| 10   | Cobreloa                  | 55,98 | 25,08 | 13,80    | 16,10    |
| 11   | Rangers                   | 55,67 | 0,00  | 24,00    | 31,67    |
| 12   | Palestino                 | 53,92 | 18,62 | 14,40    | 19,90    |
| 13   | Everton                   | 51,75 | 14,82 | 19,20    | 17,73    |
| 14   | Deportes La Serena        | 50,94 | 18,24 | 15,60    | 17,10    |
| 15   | Unión Española            | 47,33 | 17,10 | 14,40    | 15,83    |
| 16   | Universidad de Concepción | 45,66 | 19,76 | 12,60    | 13,30    |
| 17   | Deportes Antofagasta      | 42,63 | 17,86 | 10,20    | 14,57    |
| 18   | Provincial Osorno         | 26,56 | 0,00  | 16,00    | 10,56    |

Deportes Antofagasta och Provincial Osorno flyttades ner till Primera B som de två sämsta lagen totalt under säsongerna 2007 och 2008, dessutom fick Unión Española och Universidad de Concepción spela kvalspel mot två lag i Primera B som det fjärde och tredje sämsta laget under säsongerna 2007 & 2008.

### Nedflyttningskval
Universidad de Concepción och Unión Española ställdes mot Coquimbo Unido respektive Deprotes Puerto Montt från Primera B de Chile 2008 i varsitt dubbelmöte. Universidad de Concepción och Unión Española fick båda fortsätta spela i Primera División 2009 efter segrar med 5-1 respektive 5-4 totalt.
| Lag 1                 | Totalt | Lag 2                     | Match 1 | Match 2 |
| --------------------- | ------ | ------------------------- | ------- | ------- |
| Coquimbo Unido        | 1–5    | Universidad de Concepción | 0–2     | 1–3     |
| Deportes Puerto Montt | 4–5    | Unión Española            | 1–2     | 3–3     |